# Aeródromo de aviación deportiva
Un aeródromo de aviación deportiva es un tipo de aeropuerto pequeño.

## Actividad
- Vuelo sin motor, acrobacia aérea, globos aerostáticos, paracaidismo…
- Esporádica, eventos puntuales con gran actividad principalmenteen fin de semana o verano

## Configuración general
- Una única pista de ~1000 m de hierba o pavimento
- Plataforma sin marcaciones individuales conectada a pista por rodadura transversal
- Hangares
- Local social
- Aparcamiento vehículos privados

## Ejemplos de aeronaves usuarias
- Aeronave acrobática (Sukhoi, Pitts)
- Planeadores
- Turbohélices (Cessna)
- Globo aerostático